# 溫和沼麗魚
溫和沼麗魚，為輻鰭魚綱鱸形目隆頭魚亞目慈鯛科的其中一種，分布於非洲坦干伊喀湖流域，為特有種，體長可達10.2公分，棲息在水質混濁岩石底質水域，屬肉食性，以小魚為食，生活習性不明，可作為觀賞魚。

## 擴展閱讀
維基物種上的相關：溫和沼麗魚